# Nikolaus Okonkwo
Nikolaus Okonkwo (* 1963 in Hannover, Deutschland; bürgerlich Nikolaus Schlieper) ist ein deutscher Schauspieler.

## Leben
Nach Beendigung der Schule studierte er zunächst Waldorfpädagogik und Eurythmie in Hannover, um 1983 Deutschlands jüngster Lehrer an einer  Waldorfschule im Ruhrgebiet zu werden.
Nach zweijährigem Lehrerdasein und anschließendem Zivildienst beim Diakonischen Werk als künstlerischer Therapeut verwirklichte er seinen Kindheitstraum, Schauspieler zu werden, mit einem Studium an der Hochschule für Musik und Darstellende Kunst Stuttgart, das er 1991 mit dem Diplom abschloss.
Mit einem Diplom und Begeisterung fürs Theater stand er dann in Städten wie Heidelberg, Saarbrücken, Freiburg im Breisgau, Wiesbaden, Bern, Linz, Berlin, Hamburg und Wien in Stadt- und Staatstheatern auf der Bühne. In der Saison 2013/14 spielte er in „Ziemlich beste Freunde“ in den Wiener Kammerspielen.
1994 hatte er das erste Mal eine durchgehende Hauptrolle in einer Fernsehserie. 1998 folgte er dem Ruf der Filmakademie Baden-Württemberg, an der er als Dozent, Studienleiter und Referent bis heute tätig ist. 
Durch sehr eindrückliche Erfahrungen von Intoleranz ihm als Afrodeutschem gegenüber lernte er im Jahr 2000 den Verein Hand in Hand International e.V. kennen und setzt sich seitdem, gemeinsam mit seiner Frau, der Schauspielerin Cheryl Shepard, aktiv für Mitmenschen und für eine tolerantere Welt ein.
Er lebt mit seiner Frau in Leipzig. Seit 1999 verwendet er den Künstlernamen Okonkwo, den er von seinem Vater übernommen hat.

## Filmografie

### Kinofilme
- Viendo Llover
- Angst vor Jochen A.
- 2007: GG 19
- 2016: Unsere Zeit ist jetzt
- 2023: Sophia, der Tod und ich

### Fernsehauftritte
- 1995: Notaufnahme (RTL)
- 1999: Hinter Gittern – Der Frauenknast (2 Folgen, RTL)
- 2000: Großstadtrevier (1 Folge)
- 2000: Großstadtträume (1 Folge, RTL)
- 2001: Zebralla (1 Folge)
- 2002: Sternenfänger (1 Folge, ARD)
- 2002: Unser Charly (1 Folge)
- 2009: In aller Freundschaft (Folge 445: Verliebt, ARD)
- Die Rettungsflieger
- Küstenwache
- Der Landarzt
- Faust
- Der Rosenkavalier
- SOKO Rhein-Main
- 2021: Frühling – Ich sehe was, was du nicht siehst
- 2023: SOKO Köln: Vaterfreuden
- 2023: Tatort: Borowski und das unschuldige Kind von Wacken
- 2023: Mord oder Watt? – Ebbe im Herzen